# جيمس ماك هنري
جيمس ماك هنري (بالإنجليزية: James McHenry) (و. 1753 – 1816 م) جراح عسكري أمريكي اسكتلندي أيرلندي، ورجل دولة، وأب مؤسس للولايات المتحدة. وهو أحد الموقعين على دستور الولايات المتحدة من ولاية ماريلند، ودعا الكونغرس لتشكيل البحرية، وسُمي الحصن تيمنًا به حصن ماك هنري. مثّل ولاية ماريلند في الكونغرس القاري. كان مندوبًا في اتفاقية ولاية ماريلند لعام 1788، للتصويت على ما إذا كان يجب على ولاية ماريلند التصديق على الدستور المقترح للولايات المتحدة. شغل منصب وزير حرب الولايات المتحدة منذ عام 1796 وحتى عام 1800، وربط بين إدارتي جورج واشنطن وجون آدامز.

## الحياة السياسية
انتخبه المجلس التشريعي لمجلس شيوخ ماريلند في 17 سبتمبر 1781، ومندوبًا للكونغرس في 2 ديسمبر 1784. في عام 1787 كان مندوبًا عن ولاية ماريلند وأمينًا للمؤتمر الدستوري، الذي صاغ دستور الولايات المتحدة. بعد حملة مثيرة للجدل، انتخِب في مجلس نواب ولاية ماريلند في 10 أكتوبر 1788. بعد ذلك بعامين، تقاعد من الحياة السياسية وقضى عامًا نشطًا في الأعمال التجارية. في 15 نوفمبر 1791 قَبِل ولاية ثانية في مجلس شيوخ ماريلند وخدم لمدة خمس سنوات.
أثناء الولاية الرئاسية الثانية لجورج واشنطن (1793-1797)، خلقت الأحداث السياسية عددًا من الشواغر في حكومته. بعد أن رفض العديد من المرشحين الآخرين المنصب، عينت واشنطن ماك هنري وزيرًا للحرب في عام 1796 وكلفته على الفور بمهمة تسهيل انتقال المناصب العسكرية الغربية من سيطرة بريطانيا العظمى إلى سيطرة الولايات المتحدة بموجب شروط معاهدة جاي.
نصح ماك هنري لجنة مجلس الشيوخ بعدم تخفيض القوات العسكرية. كان له دور فعال في إعادة تنظيم جيش الولايات المتحدة إلى أربعة أفواج من المشاة، وقوات من الفرسان، وبطارية من المدفعية. يُنسب إليه الفضل في إنشاء وزارة البحرية الأمريكية، بناءً على توصيته بضرورة «مساعدة وزارة الحرب من قبل مفوض البحرية» في 8 مارس 1798.
أثناء إدارة الرئيس جون آدامز (1797-1801)، استمر ماك هنري في منصبه كوزير للحرب، وقد قرر آدامز الحفاظ على سلامة المؤسسة المنشأة حديثًا في مجلس الوزراء الرئاسي. وجد آدامز تدريجيًا أن ثلاثة من أعضاء مجلس الوزراء عارضوه مرارًا وتكرارًا: ماك هنري، ووزير الخارجية تيموثي بيكرينغ، ووزير الخزانة أوليفر وولكوت الابن. بدا أنهم يصغون إلى ألكسندر هاميلتون أكثر من الرئيس، واختلفوا علنًا مع آدامز بشأن سياسته الخارجية، لا سيما فيما يتعلق بفرنسا. وبدلًا من الاستقالة، ظلوا في مناصبهم للعمل ضد سياسته الرسمية. وليس معروفًا فيما إذا كان آدامز يعلم أنهم كانوا غير مخلصين. على الرغم من أن الكثيرين أحبوا ماك هنري شخصيًا، فقد قيل إن واشنطن، وهاميلتون، وولكوت اشتكوا من عدم كفاءته كمسؤول.
عزا ماك هنري مشاكل آدامز كرئيس تنفيذي إلى فترات غياب الرئيس الطويلة والمتكررة عن العاصمة، تاركًا العمل في أيدي الأمناء، الذين تحملوا المسؤولية دون القدرة على إدارتها بشكل صحيح. بعد اجتماع عاصف مع حكومته في مايو عام 1800، طلب آدامز استقالة ماك هنري، والتي قدمها في 13 مايو. فكر آدامز في البداية في جون مارشال ليحل محل ماك هنري، ولكن عندما ترك رحيل بيكرينغ منصبًا شاغرًا في مكتب وزير الخارجية، عين آدامز مارشال في هذا المنصب. لخلافة ماك هنري، عين آدامز صموئيل دكستر. عندما رفض بيكرينغ الاستقالة، طرده آدامز. خلال انتخابات عام 1800، حث ماك هنري هاميلتون على إصدار لائحة اتهامه ضد الرئيس، والتي شككت في ولاء آدامز ووطنيته، ما أثار خلافات عامة حول المرشحين الرئيسيين ومهد الطريق في النهاية لانتخاب توماس جيفرسون رئيسًا مقبلًا. تسرب المنشور إلى جمهوره المقصود، مما أعطى الناس سببًا لمعارضة الفيدراليين، فقد بدا أن تلك المجموعة تنقسم إلى فصائل لدودة.